# Aeropuerto de Yichang-Sanxia
El Aeropuerto de Yichang Sanxia (en chino simplificado, 宜昌三峡机场) (IATA: YIH, ICAO: ZHYC) es un aeropuerto que sirve a la ciudad de Yichang, Provincia de Hubei, China. 
El proyecto de construcción del aeropuerto fue aprobado en 1993, iniciándose las obras un año más tarde, y finalmente, fue abierto al público el 28 de diciembre de 1996. Tiene cuatro puertas de embarque.
El aeropuerto ha servido como apoyo a la Presa de las Tres Gargantas, situada a 55 km. El aeropuerto se encuentra a 26 km del centro de la ciudad de Yichang.

## Aerolíneas y destinos
| Aerolíneas               | Destinos                                    |
| ------------------------ | ------------------------------------------- |
| Air Busan                | Busán                                       |
| Air China                | Pekín-Capital                               |
| Beijing Capital Airlines | Guiyang, Hangzhou                           |
| China Eastern Airlines   | Cantón, Kunming, Qingdao, Shanghái-Hongqiao |
| China Southern Airlines  | Cantón                                      |
| GX Airlines              | Nanning, Tianjin                            |
| Hainan Airlines          | Pekín-Capital                               |
| Lucky Air                | Kunming, Ningbo                             |
| Shanghai Airlines        | Shanghái-Pudong                             |
| Shenzhen Airlines        | Shenzhen, Wuxi                              |
| Sichuan Airlines         | Changzhóu, Chengdú, Chongqing, Kunming      |
| Xiamen Airlines          | Xi'an, Xiamen                               |

## Estadísticas
Ver fuente y consulta Wikidata.